# Egatochoerus
Egatochoerus — вимерлий рід свиновидих. Скам'янілості представляють еоцен Таїланду (3 колекції). Вид: Egatochoerus jaegeri.